# Rayhani

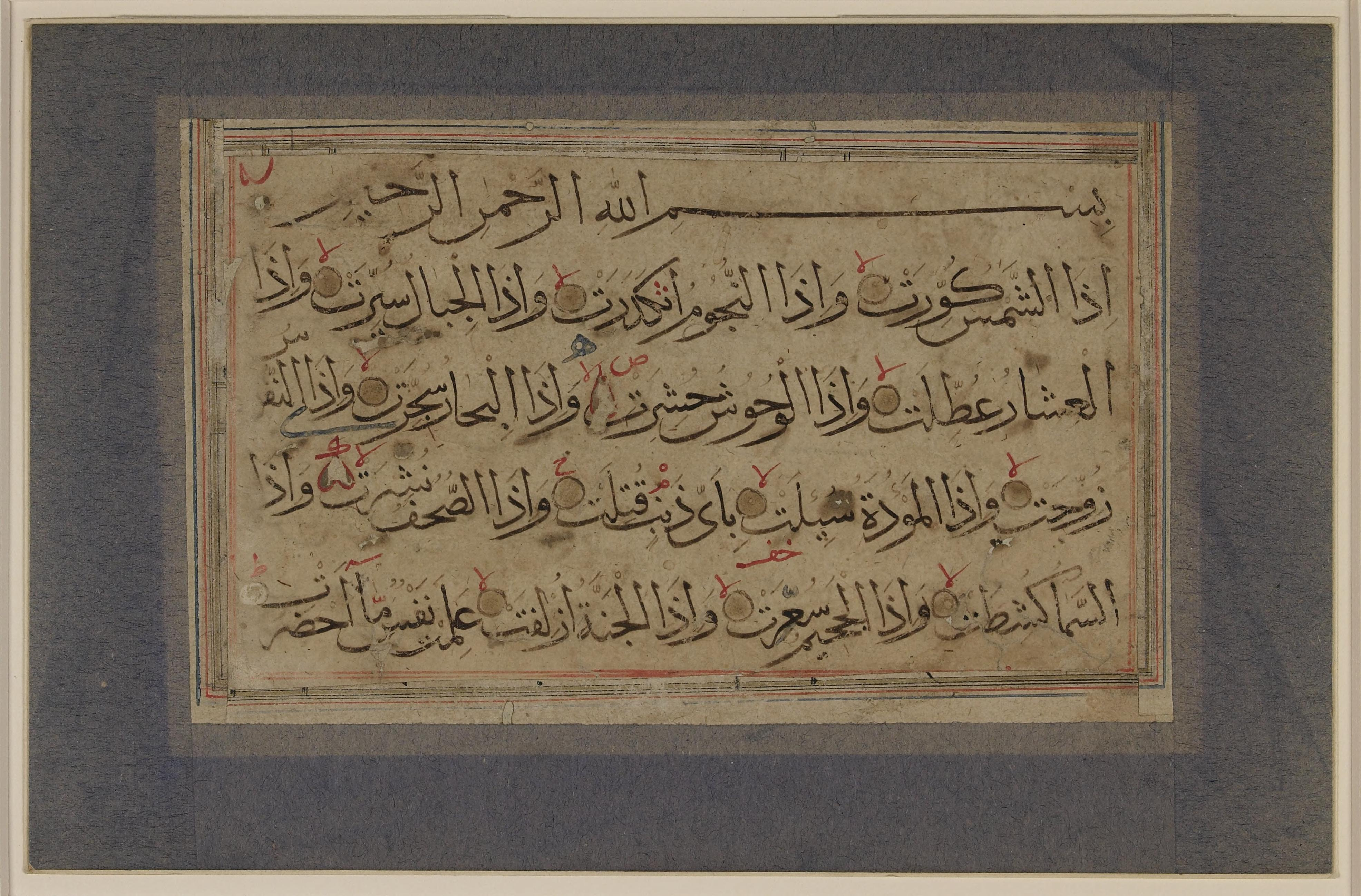
Escritura reyhan del

Reyhan o rayhani (en árabe: ریحان‎) es uno de las seis estilos canónicos de caligrafía árabe.
La palabra reyhan significa albahaca en árabe y persa. Reyhan se considera una variante más fina de la escritura muhaqqaq, comparada con las flores y hojas de la albahaca.
Rayḥānī fue desarrollado durante la era abasí por Ibn al-Bawwab. Los estudios académicos de este estilo han incluido el estudio analítico de las características técnicas del método de Yaqut al-Musta'simi.